# ダビド・グスマン
ダビド・アルベルト・グスマン・ペレス（David Alberto Guzmán Pérez, 1990年2月18日 - ）は、コスタリカ・サンホセ州サンホセ出身のプロサッカー選手。デポルティーボ・サプリサに所属している。ポジションはMF。

## 経歴

### クラブ
2009年にリーガFPDのデポルティーボ・サプリサのトップチームに昇格し、プロデビュー。以降2016-17シーズン途中までチームの中心選手として活躍し、数々のタイトルを獲得。リーグ戦200試合以上に出場した。
2016年12月22日、メジャーリーグサッカーのポートランド・ティンバーズに移籍した。

### 代表
2009 FIFA U-20ワールドカップのU-20コスタリカ代表の一員として出場し、4位入賞。
2010年のペルー戦でフル代表デビュー。コパ・アメリカ2011と2011年、2013年、2017年のCONCACAFゴールドカップにも出場したが、2014 FIFAワールドカップには未招集に終わった。

## 代表歴

### 出場大会
- コスタリカ代表
  - 2018 FIFAワールドカップ

### 試合数
- 国際Aマッチ 63試合 0得点（2010年-2021年）[2]

| コスタリカ代表 | 国際Aマッチ | 国際Aマッチ |
| 年             | 出場        | 得点        |
| -------------- | ----------- | ----------- |
| 2010           | 5           | 0           |
| 2011           | 6           | 0           |
| 2012           | 0           | 0           |
| 2013           | 0           | 0           |
| 2014           | 0           | 0           |
| 2015           | 11          | 0           |
| 2016           | 3           | 0           |
| 2017           | 17          | 0           |
| 2018           | 11          | 0           |
| 2019           | 1           | 0           |
| 2020           | 2           | 0           |
| 2021           | 7           | 0           |
| 通算           | 63          | 0           |